# 格羅斯泰嫩冰原島峰
71°57′S 2°0′W / 71.950°S 2.000°W
格羅斯泰嫩冰原島峰，是南極洲的冰原島峰，位於毛德皇后地的瑪塔公主海岸，處於利特維林加內岩西南面13公里，屬於阿爾曼嶺的一部分，挪威製圖師根據探險隊的測量和空中照片繪入地圖，現時由南極條約體系管理。